# Larecaja (provins)

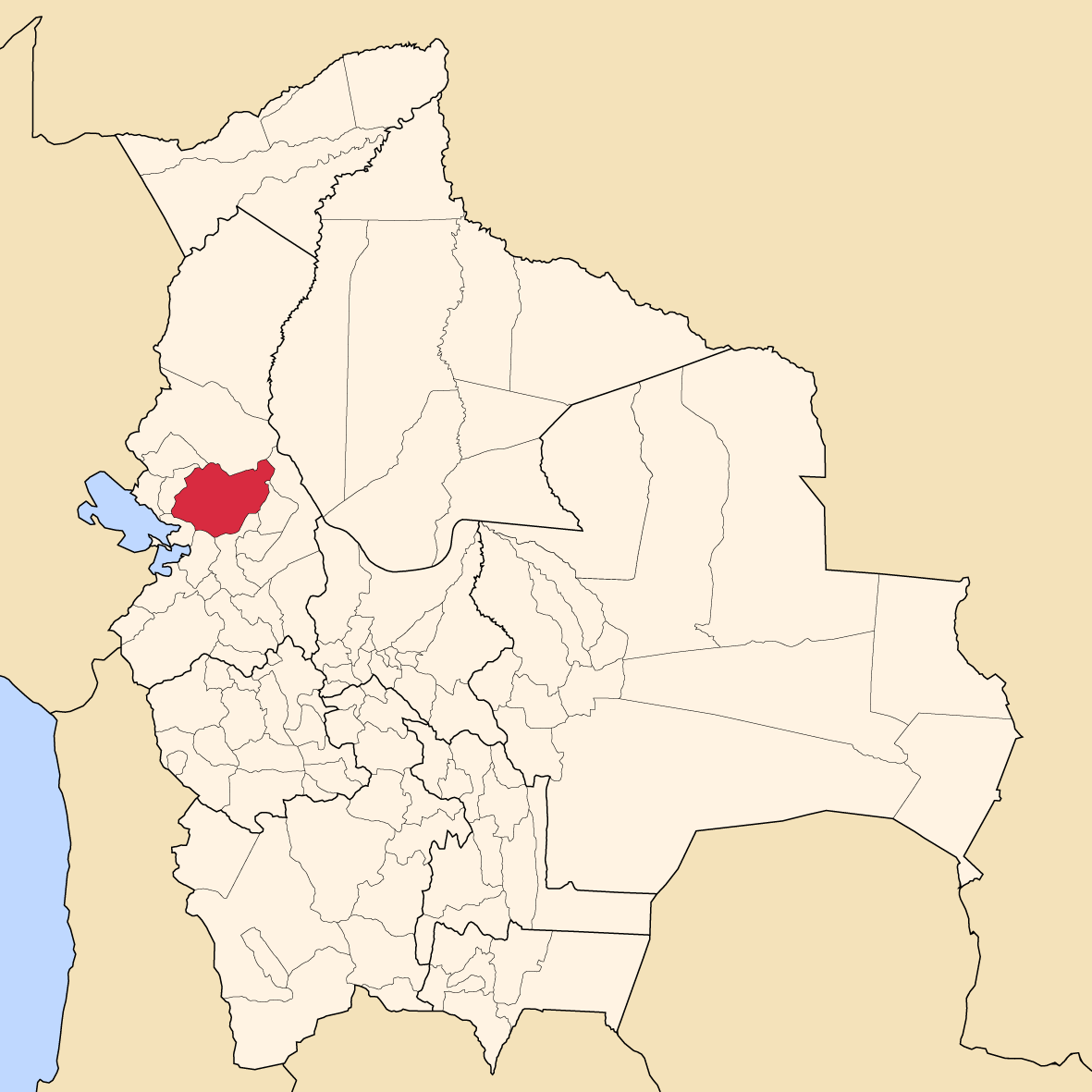
Provinsens läge i Bolivia

Larecaja är en provins i departementet La Paz i Bolivia. Den administrativa huvudorten är Sorata.
Provinsen består av 8 kommuner:
1. Sorata
2. Guanay
3. Tacacoma
4. Quiabaya
5. Combaya
6. Tipuani
7. Mapiri
8. Teoponte